# 嶋谷徳三郎
嶋谷 徳三郎（島谷 徳三郎、しまたに とくさぶろう、1867年12月2日〈慶応3年11月7日〉 - 1928年〈昭和3年〉5月20日）は、日本の実業家、資産家、山口県多額納税者。嶋谷汽船株式会社の創立者で社長を務めた。族籍は山口県平民。

## 来歴・人物
周防国玖珂郡由宇村（現・山口県岩国市）に、廻船業を営む徳右衛門の長男として生まれる。若い頃から父の下で家業を習得する。
1889年、父・徳右衛門が亡くなり、徳三郎は22歳で家督を相続して家業を継承した。徳三郎は1895年に、それまで保有していた和式帆船を売却して、日本郵船から中古の蒸気船「浦門丸」（元はイギリス製で土佐藩が購入）を購入する。当時、由宇の廻船業者はすべて和式帆船を使い、高額な蒸気船の導入をためらっていた中で、徳三郎は親族の反対を押し切って実行した。速度や運行の安定性に優れた蒸気船は大成功を収め、由宇の同業者は姿を消した。
日露戦争（1904年 - 1905年）時には保有する蒸気船3隻のうち2隻が政府に徴用された。この時期に「嶋谷汽船部」を名乗り、1897年からは北前船航路に参入した。北前船でも利益を上げ、1911年までに所有船を増やした。一方、父の代以来廻船と兼業していた投機的な米穀取引をやめ（元は米取引の一環としてその輸送を手がけていた）、海運業に事業を集中して、父が開いた福岡県大川町若津（現・大川市）の事務所を1900年に由宇に移転した。
「嶋谷汽船部」は1917年5月に株式会社化して「嶋谷汽船株式会社」となる。1919年には長男の武次を兵庫県須磨町（現・神戸市須磨区）に移住させ、同年7月には神戸出張所を開設した。1923年7月に自身も須磨に転居し、嶋谷汽船の本社も神戸市に移転した（神戸出張所は廃止）。1927年の『海運興国史』（神戸栄報社）による1926年末時点所有船舶総トン数では、日本の船主で20位で、個人オーナー企業ではトップだった。
一方、1918年には小野造船鉄工所（小野虎助が経営）との共同出資で笠戸島船渠を設立したが、第一次世界大戦後の景気悪化により、1923年8月に会社を解散、ドックの施設はその翌年に大阪鉄工所の所有となった。
このほか、周防鉄道常務取締役、小瀬川水力電気、東海汽船各監査役など、複数の企業で重役を務めていた。
1928年5月20日に死去した。

## 家族・親族
嶋谷家
- 父・徳右衛門[1] - 徳右衛門は、千石船の船頭より身を起こし遂に回漕業者として一方に雄飛するに至った[12]。由宇船主の中で頭角を現した徳右衛門は、若くして船主兼米問屋の中尾家に奉公して廻船業務と米の売買を習得した[3]。主家に認められ、1877年頃に、徳右衛門40歳の時に、中尾本家の持船2隻・昌栄丸と昌宝丸を譲り受け、さらに生家の父親所有船若宮丸を継承して所有船3隻の船主となって独立し、「嶋屋」の名称で回船業を始める[3][16]。当初は自らも船に乗り込んで九州産筑後米や肥後米を買い入れ、 神戸に運んで「兵庫米商会所」に持ち込み米の売買取引に参加した[3]。筑後川流域の米を仕入れる都合で、福岡県大川町若津に店を構え、家族を由宇に残して常駐した[16]。1889年6月28日死去[24]。

- 姉・ハル（1864年 - ?、夫・八十八と子の俊郎等を伴い分家する）[8]
- 妻・カツ[注釈 4]（1874年 - ?、福岡県若津の醤油商・熊井善次郎の娘[24]）
- 長男・武次（1891年3月10日[25] - 1942年6月20日[26]。徳三郎の没後に嶋谷汽船の社長を継ぐが[25]、結核に罹患したため1940年春に弟の勇に社長職を譲って会長となる[27] ）
- 二男・勇（1905年6月23日[27] - ? 武次に代わって1940年に嶋谷汽船社長となる[27]）
- 長女・ノブヨ[8]（1910年 - ?、兵庫、西宮酒精社長八馬駒雄の妻）[10]
- 三男・義雄（1913年 - ?）[8]
- 養子・米子（1901年 - ?、養兄八十八の三女）[8]